# Valhermoso
Valhermoso è un comune spagnolo situato nella comunità autonoma di Castiglia-La Mancia.
Il comune comprende la località di Escalera.